# Donje Punoševce
Donje Punoševce (Servisch cyrillisch Доње Пуношевце) is een plaats in de Servische gemeente Vranje. De plaats telt 21 inwoners (2002).